# Milan Vidlák
Milan Vidlák (29. ledna 1926, Třebíč – 21. května 2001) byl český hokejový útočník.

## Hráčská kariéra
Do roku 1948 působil v Horácké Slavii Třebíč. Následně působil v Brněnské Zbrojovce a v Olomouci. Jako reprezentant se zúčastnil mistrovství světa 1953, mistrovství světa 1954 a mistrovství světa 1955, kde získal s týmem bronzovou medaili za 3. místo. V reprezentačním dresu odehrál celkem 31 zápasů a vstřelil 7 gólů. V lize hrál za ZJS Zbrojovka Spartak Brno, Křídla vlasti Olomouc a TJ Spartak Králové Pole. Po skončení kariéry se stal hokejovým rozhodčím.